# Kasteel Hellenburg
Kasteel Hellenburg was een kasteel vlak bij Baarland, in de provincie Zeeland.

## Geschiedenis
Waarschijnlijk is het kasteel Hellenburg ontstaan rond het jaar 1300. Het is mogelijk dat er kort voor 1300 al een woontoren stond, maar zeker is dat tijdstip niet. Wel is zeker dat er eerst een woontoren heeft gestaan en dat daarna het vierkante kasteel in de loop van de veertiende en wellicht de vijftiende eeuw werd gebouwd.
Waarschijnlijk werd het kasteel bij de Cosmas- en Damianusvloed van 1477 verwoest

## Het kasteel
In 1957 werd het kasteel bij toeval ontdekt tijdens grondwerken. Onder leiding van kastelenspecialist Dr. Renaud werd de rest van het kasteel blootgelegd. Het fundament van de hoofdburcht was verrassend goed bewaard gebleven, maar van de voorburcht was niet zo veel overgebleven.
De voorburcht lag aan de noordzijde van het kasteel. Een bijzonder feit is dat de hoofdburcht niet via een brug toegankelijk is geweest, maar via een dam.

## Tegenwoordig
De ruïne van het kasteel staat op de monumentenlijst en is toegankelijk voor publiek.